# ابراهیم حسن پاشا
ابراهیم حسن پاشا (۱۸۴۴–۱۹۱۷م) پزشک مصری ترک‌تبار بود. در مونیخ، پاریس و برلین پزشکی آموخت. مقام‌های بالای پزشکی دولتی را گرفت. پزشک ویژهٔ اسماعیل پاشا بود و در سفرهایش به اروپا همراه او بود. در سال ۱۸۸۸ از او جدا شد و به مصر بازگشت. رئیس افتخاری «مدرسهٔ طب» آن زمان مصر شد. در ۱۹۱۴ به اروپا سفر کرد که جنگ جهانی دوم آغاز شد. الدستور المرعی فی الطب الشرعی و جامعة الدروس السنویة فی الأمراض الباطنیة و روضة الآسی فی الطب السیاسی از آثار اوست.